# Torikka
Torikka är en ö i Finland. Den ligger i sjön Puula och i kommunen Hirvensalmi i den ekonomiska regionen  S:t Michel och landskapet Södra Savolax, i den södra delen av landet, 200 km nordost om huvudstaden Helsingfors. Öns area är 46,1 hektar och dess största längd är 1,7 kilometer i sydöst-nordvästlig riktning.